# Капитоне (Беневенто)
Капитоне је насеље у Италији у округу Беневенто, региону Кампанија.
Према процени из 2011. у насељу је живело 27 становника. Насеље се налази на надморској висини од 69 м.